# داريوش ميتشالكزيوسكي
داريوش ميتشالكزيوسكي (بالألمانية: Dariusz Michalczewski) مواليد 5 مايو 1968 في غدانسك، جمهورية بولندا الشعبية، هو ملاكم ألماني. حقق بطولة رابطة الملاكمة العالمية وبطولة الاتحاد الدولي للملاكمة وبطولة منظمة الملاكمة العالمية.

## إحصائيات
خاض خلال مسيرته 50 نزالا، فاز في 48 وخسر في 2. فاز بالضربة القاضية في 38 نزالا.

## روابط خارجية
- داريوش ميتشالكزيوسكي على موقع IMDb (الإنجليزية)
- داريوش ميتشالكزيوسكي على موقع ميوزك برينز (الإنجليزية)
- داريوش ميتشالكزيوسكي على موقع كينوبويسك (الروسية)
- داريوش ميتشالكزيوسكي على موقع بوكس ريك (الإنجليزية) (registration required)